# 索羅季河
索羅季河是俄羅斯的河流，屬於韋利卡亞河的右支流，由普斯科夫州負責管轄，發源自別扎尼齊高地，河道全長80公里，流域面積3,910平方公里。

流域-水系